# Ernst Ellberg
Ernst Henrik Ellberg, född 11 december 1868 i Söderhamn, död 14 juni 1948 i Stockholm, var en svensk tonsättare.
Ellberg erhöll Statens tonsättarstipendium 1894-96 och studerade komposition för Joseph Dente och violin för Johan Lindberg vid Musikkonservatoriet i Stockholm. Under åren 1887–1905 var han altviolinist i Kungliga Hovkapellet. År 1904 efterträdde han Dente och undervisade vid konservatoriet i komposition, kontrapunkt och instrumentation fram till 1933, därefter i tio år i instrumentation för militärmusiker.
Ellberg blev ledamot av Kungliga Musikaliska Akademien 1912 och utnämndes 1916 till professor vid konservatoriet. Åren 1921–38 var han knuten till Musikaliska akademiens läroverks styrelse.
Han undervisade bland andra Lars-Erik Larsson och Dag Wirén.

## Kompositioner (urval)
- Stråkkvartett i Ess-dur (1890), debutverket.
- Introduktion och fuga för stråkorkester i C-dur (1891)
- Uvertyr i f-moll (1892)
- Stråkkvintett i F-dur (1895)
- Symfoni i D-dur (1896)
- balett En sommaridyll, (1898), uppförd på Kungliga Teatern 1899
- Vårbrytning för orkester (1906)
- balett Askungen, (1906), uppförd på Kungliga Teatern 1907
- Dikt av Filip Tammelin, tonsatt; Hell, Sverige!, ”i anledning af Bondetåget till Stockholm den 6. Febr. 1914” (1914)
- Festmarsch i A-dur, Expectant (1938)
- opera Rassa, byggd på same-motiv, prisbelönt 1947, aldrig uppförd